# Дикси (регион)

Тёмно-красный цвет — почти всегда относимые к Дикси штаты красный — иногда включаемые, (см. используемый при переписи населения термин Юг США, светло-красные — включаемые время от времени из-за исторических связей с Югом.

Дикси (англ. Dixie) — историческая область, которая включает в себя южный регион Соединённых Штатов Америки, также этот термин часто используется для обозначения юга США.

## Регион

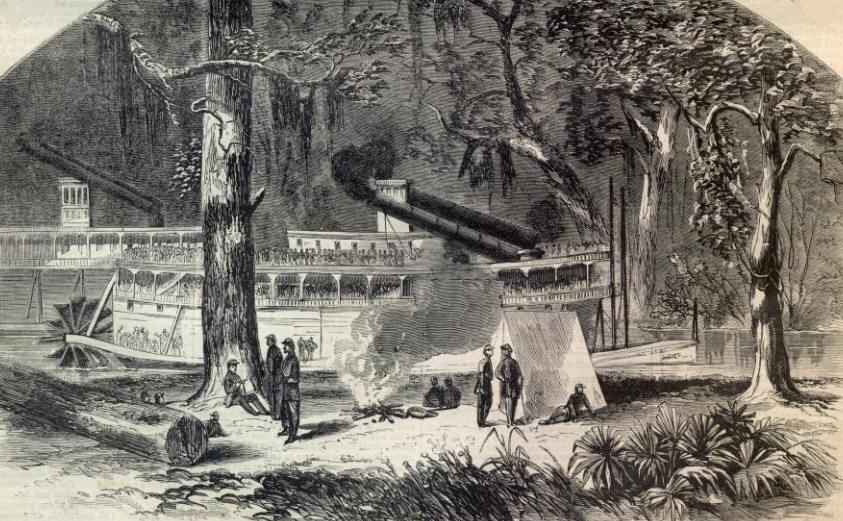
Гравюра с изображением луизианского парохода Bayou Navigation in Dixie, 1863 год.

Как определённый географический регион «Дикси» обычно определяется как одиннадцать южных штатов США, которые в конце 1860 — начале 1861 годов отделились от неё образовали новые Конфедеративные Штаты Америки. К ним относятся (в порядке отделения): Южная Каролина, Миссисипи, Флорида, Алабама, Джорджия, Луизиана, Техас, Вирджиния, Арканзас, Северная Каролина и Теннесси. Мэриленд никогда не выходил из союза, но многие его граждане поддерживали Конфедерацию. В то время как для предотвращения отделения штата многие его представители были арестованы штаты Миссури и Кентукки приняли постановления об отделении и были официально приняты в Конфедерацию. Западная Вирджиния была частью Вирджинии до 1863 года, её частью стали решившие не выходить из союза округа.
Хотя Мэриленд сегодня не включают в состав Дикси, штат линии Мэйсона — Диксона находился на их стороне; если принять происхождение термина как относящееся к региону к югу и западу от этой линии, то в 1760 году Мэриленд находился в Дикси. Можно также утверждать, что в 1860 году Мэриленд был частью Дикси, особенно в культурном отношении. В этом смысле так было и в 1790-е годы, когда приток людей с северо-востока сделал штат и его культуру значительно менее южными (особенно Балтимор и пригороды Вашингтона, округ Колумбия). Точно так же из-за притока в XX веке северян поменялся характер Флориды — штата, который должным образом отделился в 1861 году и был членом Конфедерации.
Местоположение и границы «Дикси» со временем становятся все более субъективными и изменчивыми. Сегодня это чаще всего ассоциируется с теми частями юга Соединенных Штатов, где традиции и наследие конфедеративной эпохи и довоенного Юга живут наиболее сильно. Концепция «Дикси» как место расположения определённого набора культурных представлений, мировоззрений и традиций (наряду с другими регионами Северной Америки) была исследована в книге 1981 года «Девять народов Северной Америки».

## Применение
С точки зрения самоидентификации и привлекательности популярность слова начиная со второй половины века начала снижаться. Исследование 1976 года показало, что на территории Юга, охватывающей около 350 000 квадратных миль (910 000 км²) (Миссисипи и Алабама, почти вся Джорджия, Теннесси и Южная Каролина, и примерно половина Луизианы, Арканзаса, Кентукки, Северной Каролины и Флориды) «дикси» достигло 25 % популярности слова «американский» в названиях коммерческих предприятий. Анализ 1999 года показал, что в период с 1976 по 1999 год в 19 % отобранных городов США наблюдалось увеличение относительного использования слова «дикси», в 48 % отобранных городов наблюдалось снижение, а в 32 % городов изменений не было, в то время как исследование 2010 года показало, что за 40 лет рассматриваемая площадь сократилась до 40 000 квадратных миль (100 км²) до территории на слиянии Луизианы, Миссисипи, Алабамы и Флориды. В 1976 году при площади около 600 000 квадратных миль (1600 км²) «Дикси» достигла не менее 6 % популярности слова «американский»; в 2010 году соответствующая площадь составляла около 500 000 квадратных миль (1300 км²).
В XXI веке опасения по поводу прославления Конфедерации привели к переименованию различных вещей под названием «Дикси», в том числе постановки Долли Партон «Дикси Стампид», музыкальной группы Dixie Chicks,
 и, возможно, Государственного университета Дикси в Юте.
Термин «диксиленд» в контексте джаза, хотя и произошел от слова «дикси» (подразумевая южное происхождение этого типа музыки), приобрел совершенно другой набор коннотаций.

## Происхождение названия

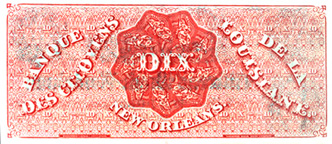
Банкнота десять долларов Гражданского банка Луизианы (Banque des citoyens de la Louisiane), 1860

Происхождение термина остаётся неясным. Согласно «Словарю американизмов  на исторических принципах» Митфорда М. Мэтьюса  , существуют следующие гипотезы:
- Название банкноты, первоначально выпускаемой Гражданским банком из французского квартала Нового Орлеана, затем и другими банками Луизианы.[23] Эти банки выпускали десятидолларовые банкноты, на обороте которых была надпись Dix, или «десять» на французском (произносится [dis]).[24] Южане называли эти банкноты «дикси», поэтому район Нового Орлеана и франкоговорящие области Луизианы стали известны как «земля дикси» (англ. Dixieland).[25] Со временем термин стал обозначать все южные штаты.
- Происхождение от фамилии Джеремайи Диксона (1733—1779), землемера и исследователя Линии Мэйсона — Диксона, символической границы между свободными от рабства штатами Севера и рабовладельческими штатами Юга по результатам компромисса Миссури.[26] Однако скорее всего это сопоставление произведено намного позже появления самого термина.
- Имя некоего Джохана Дикси, рабовладельца с Манхеттена (где рабство было законно до 1827 года). Его рабы были проданы на Юг, где рассказывали о намного лучшем обращении с ними на «земле Дикси». Этой гипотезе не найдено никаких подтверждений.[27][28]

## Песня
Песня «Дикси», с небольшим количеством модифицированного текста, использовалась в качестве неофициального гимна Конфедеративных штатов Америки:
Southern men the thunders mutter!

Northern flags in South winds flutter!

To arms! To arms! To arms, in Dixie!

Send them back your fierce defiance!

Stamp upon the cursed alliance!

To arms! To arms! To arms, in Dixie.
Перевод:
Мужчины юга мечите громы!

Реют флаги северян на южных ветрах.

К оружию! К оружию! К оружию, в Дикси!

Обрушим на них ярость неповиновения!

Наступайте на проклятый альянс!

К оружию! К оружию! К оружию, в Дикси!